# تپه صحبت‌آباد
تپۀ صحبت‌آباد یا تپۀ گنیل مربوط به دوران پیش از تاریخ ایران باستان است و در شهرستان هرسین، روستای صحبت‌آباد واقع شده و این اثر در تاریخ ۱۰ دی ۱۳۸۱ با شمارهٔ ثبت ۶۹۹۹ به‌عنوان یکی از آثار ملی ایران به ثبت رسیده است.

## عرصه و حریم
محدوده‌ عرصه و حریم تپۀ صحبت‌آباد در سال ۱۴۰۳ با گمانه‌زنی مشخص شد و در ۱۵ دی ۱۴۰۳ طی نشست شورای حریم وزارت میراث فرهنگی مورد تصویب قرار گرفت.